# Unicodeblock Georgisch, erweitert
Der Unicodeblock Georgisch, erweitert (engl. Georgian Extended, U+1C90 bis U+1CBF) enthält die „Mtavruli“ genannten Großbuchstaben des modernen georgischen Alphabets. Die dazugehörigen Kleinbuchstaben, genannt Mchedruli, befinden sich im Unicodeblock Georgisch.

## Tabelle
Alle Zeichen haben die allgemeine Kategorie „Großbuchstabe“ und die bidirektionale Klasse „links nach rechts“.
| Unicodenummer | Zeichen (400 %) | Offizielle Bezeichnung                       | Beschreibung                                       |
| ------------- | --------------- | -------------------------------------------- | -------------------------------------------------- |
| U+1C90 (7312) | Ა               | GEORGIAN MTAVRULI CAPITAL LETTER AN          | Georgischer Mtavruli-Großbuchstabe An              |
| U+1C91 (7313) | Ბ               | GEORGIAN MTAVRULI CAPITAL LETTER BAN         | Georgischer Mtavruli-Großbuchstabe Ban             |
| U+1C92 (7314) | Გ               | GEORGIAN MTAVRULI CAPITAL LETTER GAN         | Georgischer Mtavruli-Großbuchstabe Gan             |
| U+1C93 (7315) | Დ               | GEORGIAN MTAVRULI CAPITAL LETTER DON         | Georgischer Mtavruli-Großbuchstabe Don             |
| U+1C94 (7316) | Ე               | GEORGIAN MTAVRULI CAPITAL LETTER EN          | Georgischer Mtavruli-Großbuchstabe En              |
| U+1C95 (7317) | Ვ               | GEORGIAN MTAVRULI CAPITAL LETTER VIN         | Georgischer Mtavruli-Großbuchstabe Vin             |
| U+1C96 (7318) | Ზ               | GEORGIAN MTAVRULI CAPITAL LETTER ZEN         | Georgischer Mtavruli-Großbuchstabe Zen             |
| U+1C97 (7319) | Თ               | GEORGIAN MTAVRULI CAPITAL LETTER TAN         | Georgischer Mtavruli-Großbuchstabe Tan             |
| U+1C98 (7320) | Ი               | GEORGIAN MTAVRULI CAPITAL LETTER IN          | Georgischer Mtavruli-Großbuchstabe In              |
| U+1C99 (7321) | Კ               | GEORGIAN MTAVRULI CAPITAL LETTER KAN         | Georgischer Mtavruli-Großbuchstabe Kan             |
| U+1C9A (7322) | Ლ               | GEORGIAN MTAVRULI CAPITAL LETTER LAS         | Georgischer Mtavruli-Großbuchstabe Las             |
| U+1C9B (7323) | Მ               | GEORGIAN MTAVRULI CAPITAL LETTER MAN         | Georgischer Mtavruli-Großbuchstabe Man             |
| U+1C9C (7324) | Ნ               | GEORGIAN MTAVRULI CAPITAL LETTER NAR         | Georgischer Mtavruli-Großbuchstabe Nar             |
| U+1C9D (7325) | Ო               | GEORGIAN MTAVRULI CAPITAL LETTER ON          | Georgischer Mtavruli-Großbuchstabe On              |
| U+1C9E (7326) | Პ               | GEORGIAN MTAVRULI CAPITAL LETTER PAR         | Georgischer Mtavruli-Großbuchstabe Par             |
| U+1C9F (7327) | Ჟ               | GEORGIAN MTAVRULI CAPITAL LETTER ZHAR        | Georgischer Mtavruli-Großbuchstabe Zhar            |
| U+1CA0 (7328) | Რ               | GEORGIAN MTAVRULI CAPITAL LETTER RAE         | Georgischer Mtavruli-Großbuchstabe Rae             |
| U+1CA1 (7329) | Ს               | GEORGIAN MTAVRULI CAPITAL LETTER SAN         | Georgischer Mtavruli-Großbuchstabe San             |
| U+1CA2 (7330) | Ტ               | GEORGIAN MTAVRULI CAPITAL LETTER TAR         | Georgischer Mtavruli-Großbuchstabe Tar             |
| U+1CA3 (7331) | Უ               | GEORGIAN MTAVRULI CAPITAL LETTER UN          | Georgischer Mtavruli-Großbuchstabe Un              |
| U+1CA4 (7332) | Ფ               | GEORGIAN MTAVRULI CAPITAL LETTER PHAR        | Georgischer Mtavruli-Großbuchstabe Phar            |
| U+1CA5 (7333) | Ქ               | GEORGIAN MTAVRULI CAPITAL LETTER KHAR        | Georgischer Mtavruli-Großbuchstabe Khar            |
| U+1CA6 (7334) | Ღ               | GEORGIAN MTAVRULI CAPITAL LETTER GHAN        | Georgischer Mtavruli-Großbuchstabe Ghan            |
| U+1CA7 (7335) | Ყ               | GEORGIAN MTAVRULI CAPITAL LETTER QAR         | Georgischer Mtavruli-Großbuchstabe Qar             |
| U+1CA8 (7336) | Შ               | GEORGIAN MTAVRULI CAPITAL LETTER SHIN        | Georgischer Mtavruli-Großbuchstabe Shin            |
| U+1CA9 (7337) | Ჩ               | GEORGIAN MTAVRULI CAPITAL LETTER CHIN        | Georgischer Mtavruli-Großbuchstabe Chin            |
| U+1CAA (7338) | Ც               | GEORGIAN MTAVRULI CAPITAL LETTER CAN         | Georgischer Mtavruli-Großbuchstabe Can             |
| U+1CAB (7339) | Ძ               | GEORGIAN MTAVRULI CAPITAL LETTER JIL         | Georgischer Mtavruli-Großbuchstabe Jil             |
| U+1CAC (7340) | Წ               | GEORGIAN MTAVRULI CAPITAL LETTER CIL         | Georgischer Mtavruli-Großbuchstabe Cil             |
| U+1CAD (7341) | Ჭ               | GEORGIAN MTAVRULI CAPITAL LETTER CHAR        | Georgischer Mtavruli-Großbuchstabe Char            |
| U+1CAE (7342) | Ხ               | GEORGIAN MTAVRULI CAPITAL LETTER XAN         | Georgischer Mtavruli-Großbuchstabe Xan             |
| U+1CAF (7343) | Ჯ               | GEORGIAN MTAVRULI CAPITAL LETTER JHAN        | Georgischer Mtavruli-Großbuchstabe Jhan            |
| U+1CB0 (7344) | Ჰ               | GEORGIAN MTAVRULI CAPITAL LETTER HAE         | Georgischer Mtavruli-Großbuchstabe Hae             |
| U+1CB1 (7345) | Ჱ               | GEORGIAN MTAVRULI CAPITAL LETTER HE          | Georgischer Mtavruli-Großbuchstabe He              |
| U+1CB2 (7346) | Ჲ               | GEORGIAN MTAVRULI CAPITAL LETTER HIE         | Georgischer Mtavruli-Großbuchstabe Hie             |
| U+1CB3 (7347) | Ჳ               | GEORGIAN MTAVRULI CAPITAL LETTER WE          | Georgischer Mtavruli-Großbuchstabe We              |
| U+1CB4 (7348) | Ჴ               | GEORGIAN MTAVRULI CAPITAL LETTER HAR         | Georgischer Mtavruli-Großbuchstabe Har             |
| U+1CB5 (7349) | Ჵ               | GEORGIAN MTAVRULI CAPITAL LETTER HOE         | Georgischer Mtavruli-Großbuchstabe Hoe             |
| U+1CB6 (7350) | Ჶ               | GEORGIAN MTAVRULI CAPITAL LETTER FI          | Georgischer Mtavruli-Großbuchstabe Fi              |
| U+1CB7 (7351) | Ჷ               | GEORGIAN MTAVRULI CAPITAL LETTER YN          | Georgischer Mtavruli-Großbuchstabe Yn              |
| U+1CB8 (7352) | Ჸ               | GEORGIAN MTAVRULI CAPITAL LETTER ELIFI       | Georgischer Mtavruli-Großbuchstabe Elifi           |
| U+1CB9 (7353) | Ჹ               | GEORGIAN MTAVRULI CAPITAL LETTER TURNED GAN  | Georgischer Mtavruli-Großbuchstabe gedrehtes Gan   |
| U+1CBA (7354) | Ჺ               | GEORGIAN MTAVRULI CAPITAL LETTER AIN         | Georgischer Mtavruli-Großbuchstabe Ain             |
| U+1CBD (7357) | Ჽ               | GEORGIAN MTAVRULI CAPITAL LETTER AEN         | Georgischer Mtavruli-Großbuchstabe Aen             |
| U+1CBE (7358) | Ჾ               | GEORGIAN MTAVRULI CAPITAL LETTER HARD SIGN   | Georgischer Mtavruli-Großbuchstabe hartes Zeichen  |
| U+1CBF (7359) | Ჿ               | GEORGIAN MTAVRULI CAPITAL LETTER LABIAL SIGN | Georgischer Mtavruli-Großbuchstabe weiches Zeichen |